# Pŏmnang
Pŏmnang (VII/VIII w.) – koreański mistrz sŏn. Pierwszy mistrz sŏn w Korei, założyciel linii przekazu Dharmy, która prowadziła do jednej z 9 górskich szkół sŏn hŭiyang.

## Życiorys
O jego życiu wiadomo bardzo niewiele. Wiadomo, że na pewno działał w latach 632–646 oraz że udał się do Chin po nauki buddyzmu. W Chinach został uczniem Czwartego Patriarchy Daoxina (580–651) z tzw. szkoły Wschodniej Góry (chiń. Dongshan famen). Pŏmnang poprzedzał więc samego Huinenga, uważanego przecież za faktycznego założyciela szkoły chan.
Po powrocie z Chin mistrz osiadł na górze Hogŏ, gdzie prowadził nauczanie.
Chociaż nic więcej on nim nie wiadomo, to można wysnuć kilka oczywistych wniosków.
- Jego sŏn, który przeniósł do Korei, musiał być szkołą w typie zbliżonym bardziej do nauczania samego Bodhidharmy niż rewolucyjnego chanu "nagłego oświecenia" Huinenga. Jest to bardzo ważne, bo cały koreański sŏn nie widzi siebie jako bezpośredniego spadkobiercy chanu Huinenga, tylko gonganowego chanu szkoły linji. Tak więc Pŏmnang wprowadził nauki, które były jeszcze w procesie nieustannego eksperymentowania, zmian i dojrzewania.
- Jego nauki nie zyskały w Silli większego odzewu, mimo tego, że działał w okresie najbardziej sprzyjającego buddyzmowi władcy Silli – królowej Seondeok (pan. 632–647). Przyczyn było kilka. W kraju trwała wojna domowa i zmagania z sąsiadami, więc szkoły buddyjskie, które praktykowały modły za pomyślność kraju i były już względnie ugruntowane miały łatwy dostęp na dwór cesarski. Sŏn – bardziej radykalny i skierowany na wewnętrzną praktykę, był z miejsca na marginesie.
- Nie wygląda na to, żeby sam Pŏmnang miał potężną osobowość. A był to okres, w którym przyszłoby mu się zmierzyć z tak wielkimi osobowościami jak Wŏnhyo, Chajang i Ŭisang.

Pŏmnang przekazał Dharmę Sinhaengowi.

## Linia przekazu Dharmy zen
Pierwsza liczba oznacza liczbę pokoleń mistrzów od 1 Patriarchy indyjskiego Mahakaśjapy.
Druga liczba oznacza liczbę pokoleń od 28/1 Bodhidharmy, 28 Patriarchy Indii i 1 Patriarchy Chin.
Trzecia liczba oznacza początek nowej linii przekazu w danym kraju.
- 31/4. Dayi Daoxin (580–651) szkoła Wschodniej Góry - Chiny
  - 32/5/1. Pŏmnang (lata 632–646) Korea
    - 33/6/2.Sinhaeng (704–779)
      - 34/7/3. Chunbŏm (bd)
        - 35/8/4. Hyeŭn (bd)
          - 36/9/5 Chisŏn Tohŏn (824–882) szkoła hŭiyang - Korea
            - 37/10/6. Yangbu (bd)
            - 67/10/6. Sŏnggyŏn (bd)
            - 67/10/6. Minhyu (bd)
            - 67/10/6. Kyehŭi (bd)
            - 67/10/6. Ch'ŏngjin Kŭngyang (878–956)
              - 68/11/7. Hyŏngch'o (bd)